# Giovanni Antonio Viscardi
Giovanni Antonio Viscardi (San Vittore, Graubünden kanton, 1645. december 27. – München, 1713. szeptember 9.) főként Bajorországban működött svájci olasz építész. Későbarokk stílusa nagy hatással volt a következő építésznemzedékekre.

## Életpályája

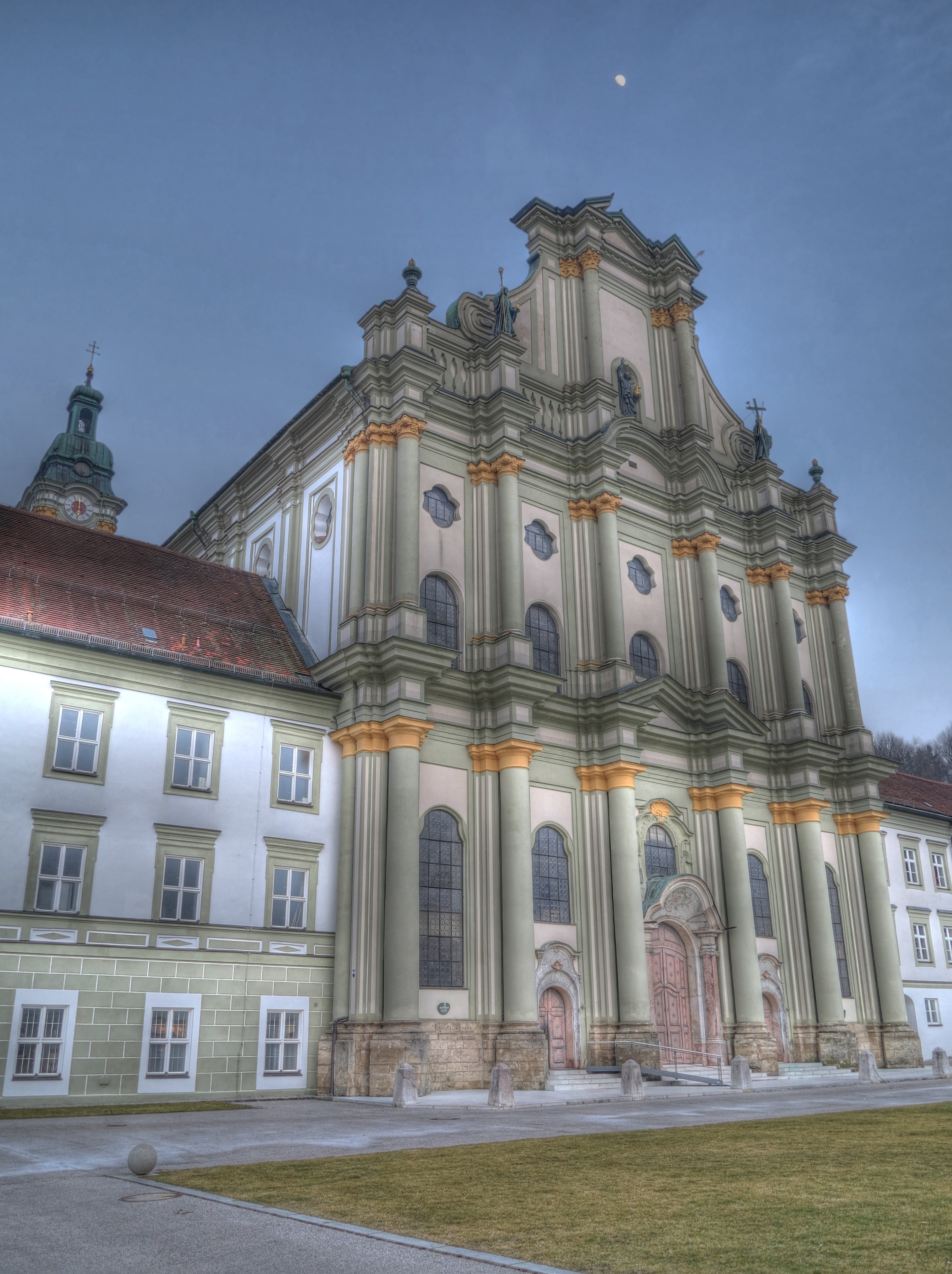
Kloster Fürstenfeld

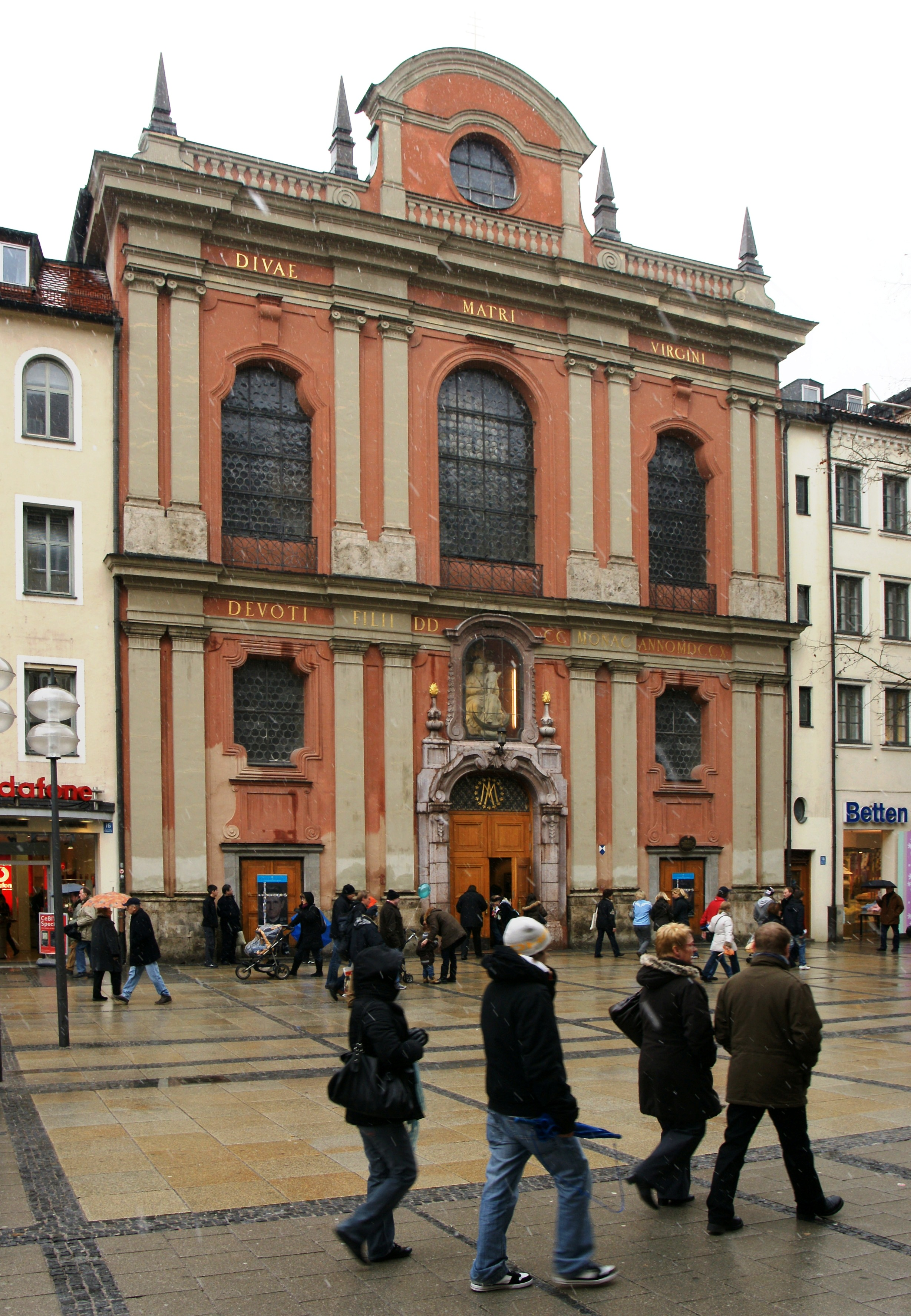
Bürgersaal, München, 1709/10

Ticino kantonban született építész családban. 
Giovanni Antonio Münchenben telepedett le. 30 éves korától Enrico Zuccalli bajor udvari építész mellett dolgozott az Altöttinger Wallfahrtskirche St. Magdalena építésén. 1685-ben a bajor udvar építésze lett.
Fő műve a nymphenburgi kastély bővítése volt, amelyen 1702-től dolgozott.
Münchenben halt meg. Félbemaradt műveit  Johann Georg Ettenhofer fejezte be.

## Művei (válogatás)
- Schloss Oberköllnbach (1695-től)
- A Kloster Neustift temploma, Freising (1700 körül)
- Kloster Schäftlarn (1707-ig)
- Wallfahrtskirche Maria Hilf, Freystadt (1700-tól)
- A  Klosterkirche Mariä Himmelfahrt, Fürstenfeldbruck, tervei (1701)
- A Nymphenburgi kastély bővítése (1702-től)
- Bürgersaal (Polgár-terem), München (1709-től)[2]
- Dreifaltigkeitskirche, München (1711-től)
- Palais Rivera, Erding (1712)